# Дмосин (гмина)
Дмосин (пол. Dmosin) — сельская гмина (волость) в Польше, входит как административная единица в Бжезинский повет, Лодзинское воеводство. Население — 4725 человек (на 2004 год).

## Сельские округа
1. Борки
2. Дмосин
3. Дмосин-Други
4. Дмосин-Первши
5. Гродзиск
6. Каленчев
7. Камень
8. Колацин
9. Колацинек
10. Козолки
11. Крашев
12. Крашев-Вельки
13. Кузьмы
14. Любовидза
15. Надольна
16. Надольна-Колёня
17. Нагавки
18. Новоставы-Дольне
19. Осины
20. Щецин
21. Тересин
22. Весёлув
23. Воля-Цырусова
24. Воля-Цырусова-Колёня
25. Зомбки
26. Домброва-Мшадельска
27. Янув
28. Михалув
29. Осины-Зарембув
30. Роздзельна
31. Завады

## Соседние гмины
1. Гмина Бжезины
2. Гмина Гловно
3. Гмина Липце-Реймонтовске
4. Гмина Лышковице
5. Гмина Рогув
6. Гмина Стрыкув